# Harplinge
Harplinge är en tätort i Halmstads kommun i Hallands län och kyrkbyn i Harplinge socken. 

## Befolkningsutveckling
| Befolkningsutvecklingen i Harplinge 1960–2020 | Befolkningsutvecklingen i Harplinge 1960–2020 | Befolkningsutvecklingen i Harplinge 1960–2020 | Befolkningsutvecklingen i Harplinge 1960–2020 | Befolkningsutvecklingen i Harplinge 1960–2020 |
| --------------------------------------------- | --------------------------------------------- | --------------------------------------------- | --------------------------------------------- | --------------------------------------------- |
|                                               |                                               |                                               |                                               |                                               |
| År                                            |                                               |                                               | Folkmängd                                     | Areal (ha)                                    |
| 1960                                          | 1960                                          |                                               | 635                                           |                                               |
| 1965                                          | 1965                                          |                                               | 725                                           |                                               |
| 1970                                          | 1970                                          |                                               | 799                                           |                                               |
| 1975                                          | 1975                                          |                                               | 1 102                                         |                                               |
| 1980                                          | 1980                                          |                                               | 1 208                                         |                                               |
| 1990                                          | 1990                                          |                                               | 1 380                                         | 127                                           |
| 1995                                          | 1995                                          |                                               | 1 416                                         | 127                                           |
| 2000                                          | 2000                                          |                                               | 1 447                                         | 128                                           |
| 2005                                          | 2005                                          |                                               | 1 454                                         | 135                                           |
| 2010                                          | 2010                                          |                                               | 1 450                                         | 134                                           |
| 2015                                          | 2015                                          |                                               | 1 498                                         | 144                                           |
| 2020                                          | 2020                                          |                                               | 1 597                                         | 146                                           |
|                                               |                                               |                                               |                                               |                                               |

## Samhället
Stationshuset från 1886 och Harplinge väderkvarn från 1895 är de äldsta bevarade byggnaderna i Harplinge.
I Harplinge finns Harplinge hembygdsgård, den fortfarande fungerande väderkvarnen med ett konstgalleri, en grundskolan Lyngåkraskolan, ett bibliotek och ett nybyggt äldreboende. Harplinge kyrka ligger på vägen mot Plönninge, där det under många år bedrevs lantbruksutbildning i Plönningegymnasiet. Hallands astronomiska förening har ett observatorium på Plönninge.

## Näringsliv
Harplinge har ett aktivt näringsliv med byggföretag, mekanisk verkstad, konditori, pizzeria, mataffär och gym. Sveriges äldsta lantmannabutik, Harplinge Lantmän som startade redan 1897 finns i samhället och i den omgivande bygden finns ett flertal lantbruksföretag. 
Harplinge har en tradition av livsmedelsproduktion och företaget Harplinge Kål är en stor producent av kokt grönkål som framför allt används till långkål på julbordet. I utkanten av samhället ligger Ginstens slakteri som även har charktillverkning och Fungigården som odlar ekologisk ostronskivling.

## Idrott
Harplinge har en idrottsförening som sedan 2012 ingått ett samarbete med två klubbar i grannbyarna Haverdal och Gullbrandstorp och sedan 2018 är en gemensam förening under namnet HGH FC där damlaget på kort tid avancerat till division 1.

Samhället är också känt för sin bridgeklubb, Harplinge BK, som har vunnit Elitserien 2016 och 2017.
Byn har även en lokal bordtennisklubb som heter BTK Ratic.

## Kultur
Författaren Albert Olsson bodde och arbetade som folkskollärare i Harplinge när han skrev sin romantrilogi om bonden Tore Gudmarsson som utspelar sig i bygden runt Harplinge.
I hembygdsgården finns bland annat Särdalsstugan.

## Personer från Harplinge
Erik Nilsson, skulptör (1903-1982) kom från Harplinge. Hans skulpturer pryder flera kyrkor och parker i Halland.
Gyllene Tider har gjort en låt med namn "Harplinge" som utgör en vägbeskrivning till orten. Gyllene Tiders bandmedlemmar Anders Herrlin, Micke Andersson och Mats Persson kommer från orten och den var även utgångspunkt för Gyllene Tiders karriär. De hade bland annat sin första replokal där.
Artisten Mariette kommer från Harplinge. Hon medverkade i tv-programmet Idol och har därefter varit med i Melodifestivalen fyra gånger.